# Carlos Rydström
Carlos Augusto Rydström Henderson (Montevideo, 22 de abril de 1992) es un ingeniero agrónomo y político uruguayo, perteneciente al Partido Colorado. Desde febrero de 2025 ejerce como diputado por el departamento de Montevideo, en representación del sector Vamos Uruguay.

## Formación
Nació en Montevideo en 1992. Es egresado de la Facultad de Agronomía de la Universidad de la República, donde obtuvo el título de ingeniero agrónomo. Su formación se ha centrado en áreas vinculadas al desarrollo rural, el cooperativismo y las políticas públicas para el interior del país.

## Actividad política
Entre 2022 y 2024 ocupó la dirección del Comité Ejecutivo Departamental del Partido Colorado en Montevideo, etapa durante la cual coordinó tareas de reorganización interna del partido a nivel departamental.
En las elecciones nacionales de 2024 fue electo diputado por Montevideo, asumiendo su banca el 15 de febrero de 2025. Pertenece al sector Vamos Uruguay, liderado por Pedro Bordaberry, y es uno de los principales referentes de la Lista 30, agrupación con actividad ininterrumpida desde su fundación en 2007.

## Actividad parlamentaria
En la Cámara de Representantes integra diversas comisiones permanentes, entre ellas las de Agricultura y Pesca; Ciencia, Tecnología e Innovación; Cooperativismo; y Gestión Pública.
Antes de su actividad legislativa, se desempeñó como director de Desarrollo Rural, función desde la cual impulsó políticas de apoyo a pequeños y medianos productores y programas de incorporación tecnológica en el ámbito agropecuario.

## Iniciativas legislativas
Entre los proyectos de ley presentados durante su labor parlamentaria se destacan:
- Una propuesta para implementar un sistema de acompañamiento a jóvenes egresados del Instituto del Niño y Adolescente del Uruguay (INAU), con el objetivo de facilitar su integración social y laboral al alcanzar la mayoría de edad.[13][14][15]
- Un proyecto para establecer el Día Nacional del Fitomejoramiento, con el fin de reconocer el papel de esta disciplina en el desarrollo agropecuario del país.[16]